# The Unsaid - Sotto silenzio
The Unsaid - Sotto silenzio (The Unsaid) è un film del 2001 diretto da Tom McLoughlin.

## Trama
La vita di Michael Hunter, psicologo di successo, viene sconvolta quando il figlio sedicenne Kyle, in cura presso un suo collega di lavoro a seguito di una grave forma di depressione adolescenziale, si uccide.
Straziato dal dolore, l'uomo divorzia dalla moglie, allontanandosi così anche dall'altra sua figlia, Shelly.
Tre anni dopo la tragedia, un giorno, durante una conferenza, il dottore incontra una sua ex-studentessa, Barbara, che presta servizio in un istituto per minorenni disagiati. La donna chiede la consulenza professionale di Michael per un caso complesso, un ragazzo ospite presso la sua struttura, Thomas "Tommy" Caffey. Il giovane, diciassettenne, è in cura presso l'istituto dopo aver assistito, diversi anni prima, all'omicidio della madre per mano del padre, ergastolano, che ha sempre sostenuto di averla sorpresa, un giorno al rientro dal lavoro, mentre lo tradiva con un altro uomo. La preoccupazione di Barbara consiste nell'imminente compimento del diciottesimo anno d'età del ragazzo, momento in cui potrà essere libero di lasciare la struttura, in quanto la donna sospetta che egli non sia ancora pronto per farlo.
Dopo un tentennamento iniziale, Michael accetta di seguire il giovane. Ben presto, però, Tommy non solo finirà per ricordargli il figlio scomparso, ma arriverà pure a scoprire, anche grazie all'aiuto del padre del ragazzo, al quale Michael farà visita in carcere, una crudele e violenta verità, causa delle dolorose stratificazioni e contorte rimozioni psicologiche di cui Tommy è vittima, che lo rendono nello stesso tempo un pericolo per se stesso e per gli altri.